# Heinz Karl Heiland
Heinz Karl Heiland, también conocido como Karl Heiland, Heinz Carl Heiland y Heinz-Karl Heiland (10 de julio de 1876 – 10 de octubre de 1932) fue un director, productor, guionista y actor cinematográfico de nacionalidad alemana, activo en la época del cine mudo.

## Biografía
Nacido en Düsseldorf, Alemania, en sus inicios fue escritor de viajes, trabajando principalmente para la editorial Scherl-Verlag, para la cual redactó en 1913 en la revista Die Woche el artículo Bisonjagd im Auto, que ilustró con fotos propias.
En 1912 rodó dos películas en el Cáucaso y, cuando estalló en 1914 la Primera Guerra Mundial, se encontraba en la India y hubo de volver a Alemania. Las películas que rodó en su país durante la guerra también se ambientaban en lugares exóticos. A partir de 1919 fue productor de sus cintas, y la actriz Loo Holl fue protagonista habitual de las mismas.
Entre 1924 y 1926, Heiland viajó por Japón, China e India rodando en esas tierras Die weiße Geisha y Bushido – Das eiserne Gesetz. Teniendo en cuenta el gran esfuerzo invertido en los rodajes, el éxito de público fue modesto, y sus esfuerzos en rodar otras películas en el este de Asia con la ayuda económica india y japonesa no fructificaron. 
Heinz Karl Heiland se suicidó en Berlín, Alemania, en el año 1932.

## Filmografía (selección)
- 1912 : Ein Überfall im Kaukasus (también operador de cámara)
- 1913 : Frauenraub (también operador de cámara)
- 1915 : König Motor (solo guionista)
- 1916 : Arcanum (también productor)
- 1916 : Die Dewadâsi (también guionista)
- 1916 : Der Thug (también guionista y actor)
- 1916 : Das Geheimnis des Sees (también guionista y actor)
- 1917 : Im Reiche der Flammen
- 1917 : Der Spion
- 1918 : Um die Liebe des Dompteurs (también guionista)
- 1918 : Don Juans letztes Abenteuer
- 1918 : Der Alchimist (también guionista)
- 1919 : Rebellenliebe (también productor y guionista)
- 1919 : Der Tempelräuber (también productor y guionista)
- 1920 : Das Wüstengrab (también operador de cámara y productor)
- 1920 : Das einsame Wrack (también operador de cámara y productor)
- 1921 : Der Schatz der Azteken ( también productor y guionista)
- 1922 : Hapura, die tote Stadt. 1. Teil: Der Kampf um das Millionenerbe (también operador de cámara, productor, guionista y actor)
- 1922 : Hapura, die tote Stadt. 2. Teil: Der Streit um die Ruinen (también productor y guionista)
- 1922 : Die japanische Maske. 1. Teil: Das Banditennest auf dem Adlerstein (también productor)
- 1923 : Die japanische Maske. 2. Teil (también productor)
- 1923 : Der Seeteufel (2 partes, también productor)
- 1926 : Die weiße Geisha
- 1926 : Bushido – Das eiserne Gesetz (también productor y guionista)
- 1926 : Das Rätsel der Borobudur